# Конспирологические теории о пандемии COVID-19
Конспирологические теории о пандемии COVID-19 и дезинформация относительно происхождения, масштаба, профилактики, лечения и других аспектах этого заболевания стали распространяться в Интернете ещё до официального объявления пандемии коронавирусной инфекции COVID-19 11 марта 2020 года. Конспирологические версии распространяются в социальных сетях, текстовых сообщениях, а также рядом государственных СМИ различных стран. В числе наиболее распространённых версий такого рода — утверждения, что вирус является биологическим оружием с запатентованной вакциной, инструментом регулирования численности населения или результатом шпионской операции. Медицинская дезинформация о способах профилактики, лечения и самодиагностики коронавирусной болезни также распространяются в социальных сетях.
Всемирная организация здравоохранения объявила конспирологические версии «инфодемией» (англ. infodemic), которая представляет опасность для всемирного здравоохранения.

## Меры по борьбе с дезинформацией
2 февраля 2020 года Всемирная организация здравоохранения (ВОЗ) заявила о «массовой инфодемии» (то есть «эпидемии дезинформации»), указав на обилие распространяемой недостоверной информации о вирусе, которая «мешает людям находить надёжные источники и надёжные рекомендации, когда им это необходимо». ВОЗ заявила, что в связи со сложившейся ситуацией создана прямая круглосуточная «горячая линия» ВОЗ, где специалисты по коммуникациям и социальным сетям отслеживают дезинформацию о вирусе и реагируют на неё через веб-сайт ВОЗ и страницах в социальных сетях. ВОЗ специально развенчала как ложные некоторые утверждения, распространённые в социальных сетях, в том числе утверждение о том, что человек может сказать, есть ли у него вирус или нет, просто задержав дыхание; утверждение о том, что употребление большого количества воды защитит от вируса; и утверждение о том, что полоскание горла солёной водой может предотвратить инфекцию.
Представители Facebook, Твиттер и Google заявили, что их компании сотрудничают с ВОЗ в борьбе с «дезинформацией» . В своём блоге Facebook заявил, что они будут удалять контент, который нарушает политику организаций здравоохранения и местных властей в отношении дезинформации, приводящей к «физическому вреду». Facebook также предоставляет бесплатную рекламу ВОЗ.
В конце февраля 2020 года интернет-магазин Amazon удалил из своего каталога более миллиона продуктов, которые характеризовались как способные вылечить или защитить от коронавируса, а также десятки тысяч продуктов медицинского назначения с завышенной ценой.
Миллионы случаев дезинформации относительно COVID-19 были замечены на нескольких онлайн-платформах. Другие исследователи фейковых новостей отметили, что некоторые слухи начались в Китае, а затем многие из этих же слухов распространились на Корею и США, что побудило несколько университетов в Корее начать многоязычную кампанию «факты прежде слухов», чтобы реагировать на утверждения, увиденные в интернете.
Многие газеты с платной подпиской на материалы, например, The New York Times и Bloomberg, открыли бесплатный доступ к платным материалам, размещённым на своих официальных сайтах, по теме коронавируса. Многие научные издательства разместили научные статьи, связанные со вспышкой болезни, в открытом доступе. Некоторые учёные разместили свои результаты на препринтных серверах, таких как bioRxiv, для ускорения распространения информации. Nature Medicine опубликовала статью, опровергающую теорию заговора о том, что вирус SARS-CoV-2 был создан искусственно. Было показано, что высокоаффинное связывание пепломеров вируса с человеческим ангиотензинпревращающим ферментом 2 (ACE2) является «наиболее вероятным результатом естественного отбора на человеческом или человекоподобном ACE2, который позволяет возникнуть другому оптимальному способу связывания». В случае генетической манипуляции, вероятно, была бы использована одна из нескольких обратных генетических систем для бетакоронавирусов, в то время как генетические данные неопровержимо показали, что вирус не является производным от ранее использованного шаблона вируса. Было обнаружено, что общая молекулярная структура вируса отличается от известных коронавирусов и наиболее близка к структуре вирусов летучих мышей и ящеров, которые были мало изучены и никогда не вредили людям.
По данным отчёта Center for Countering Digital Hate «Failure to act», социальные сети, несмотря на многочисленные заявления о борьбе с дезинформацией, не справляются с этой задачей должным образом. Популярность аккаунтов западных антивакцинаторов только растёт, особенно в Instagram, большая часть аккаунтов антивакцинаторов, сведения которых CCDH отправил Facebook, Twitter и YouTube, не была забанена, большая часть постов, на которые активисты отправили жалобы, не была удалена. CCDH призвал правительства к немедленным действиям по привлечению руководителей соцсетей к ответственности за вред, причинённый плохой регуляцией контента на их площадках, так как технологические гиганты оказались глухи к вежливым просьбам.
Противодействие конспирологии возможно и на индивидуальном уровне. В марте 2020 года сторонники теории заговора пустили ложный слух о том, что женщина по имени Маатье Бенасси (Maatje Benassi), резервист армии США, была «нулевым пациентом» пандемии, первым человеком, заразившимся COVID-19. Бенасси стала мишенью из-за её участия во Всемирных военных играх 2019 года в Ухане до начала пандемии, хотя у неё никогда не было положительного результата теста на вирус. Теоретики заговора даже связали её семью с диджеем Бенни Бенасси как вирусный заговор Бенасси, хотя они не связаны между собой, и у Бенни также не было вируса. Блогер, называющий себя журналистом-расследователем, выпускал новые и новые видео, в которых обвинял Маатье в том, что она – спецагент, целью которого было занести в Китай новый вирус, созданный в американских биолабораториях. Незнакомые люди угрожали Маатье и желали ей смерти, был опубликован её домашний адрес и личные фотографии. Полиция говорила, что ничего не может поделать с этим, а интернет-платформы неохотно удаляли контент, связывающий Бенасси и коронавирус. И тем не менее, Маатье и её мужу удалось победить автора теории заговора и остановить волну конспирологии в свой адрес.

## Конспирологические теории пандемии

### Искусственное создание в уханьской лаборатории

#### 2020
В январе 2020 года Би-би-си опубликовала сообщение со ссылкой на две статьи от 24 января из The Washington Times, в которых утверждается, что вирус COVID-19 является частью китайской программы по разработке биологического оружия, реализованной в Уханьском институте вирусологии (WIV). Позже газета Washington Post опубликовала статью, опровергающую теорию заговора со ссылкой на американских экспертов, которые объяснили, что этот институт не подходит для исследований в области биологического оружия, и что большинство стран отказались от биологического оружия как бесполезного; кроме того, нет никаких доказательств, что вирус был генетически модифицирован.
В феврале 2020 года американский сенатор Том Коттон и профессор Фрэнсис Бойл предположили, что вирус, возможно, был китайским биологическим оружием, но, по мнению многочисленных медицинских экспертов, доказательства этого отсутствуют. Консервативный политический обозреватель Раш Лимбо заявил на радиопередаче «Шоу Раша Лимбо», что вирус, вероятно, был «лабораторным экспериментом КПК», и что китайцы вооружались вирусом и сопутствующей истерией СМИ, чтобы уничтожить Дональда Трампа. В феврале 2020 года The Financial Times сообщила со ссылкой на одного из ведущих исследователей коронавируса Тревора Бедфорда, что «нет никаких доказательств генной инженерии, которые мы можем найти», и что «у нас есть доказательства того, что мутации [в вирусе] полностью соответствуют естественной эволюции». Далее Бедфорд пояснил: «Наиболее вероятный сценарий, основанный на генетическом анализе, заключался в том, что вирус был передан летучей мышью другому млекопитающему 20-70 лет назад. Это промежуточное животное, ещё не идентифицированное, передало его первому человеку-вирусоносителю в городе Ухань в конце ноября или начале декабря 2019 года».
29 января англоязычный экономический Интернет-блог Zero Hedge без каких-либо доказательств предположил, что штамм COVID-19, ответственный за вспышку коронавируса, создали учёные из Уханьского института. Zero Hedge, используя доксинг, опубликовал полные контактные данные учёного, предположительно ответственного за это, включая его имя, фото и номер телефона, предлагая читателям «нанести [китайскому учёному] визит, если они хотят знать, что действительно вызвало пандемию коронавируса». Позже Twitter навсегда заблокировал аккаунт блога за политику манипулирования платформой.

Логотип корпорации Umbrella

В январе 2020 года американский новостной сайт Buzzfeed News опубликовал конспирологическую теорию о связи между логотипом Уханьского института WIV и «Umbrella Corporation» — транснациональной корпорацией, которая создала вирус, запускающий зомби-апокалипсис в серии компьютерных игр Resident Evil. Эта теория также усматривала связь между «Racoon» (главный город в Resident Evil) и анаграммой «Corona» (название вируса). Популярность этой теории привлекла внимание веб-сайта Snopes.com, специализирующегося на критическом изучении городских легенд, слухов и сомнительных историй, который доказал, что логотип был не Уханьского института, а шанхайской компании Shanghai Ruilan Bao Hu San Biotech Limited, расположенной примерно в 500 милях (800 км) от Шанхая, и дополнительно указал, что правильное название города в Resident Evil — Raccoon City. Веб-сайт Inverse сообщил, что «Кристофер Бузи, основатель Bot Sentinel, провёл в Твиттере анализ для Inverse и обнаружил, что [онлайн]-боты и тролли выдвигают множество ложных утверждений. Эти боты утверждают, что Китай намеренно создал вирус, который является биологическим оружием, а демократы преувеличивают угрозу причинения вреда Дональду Трампу. Однако, мы не можем подтвердить происхождение этих ботов, они решительно выступают за Трампа».
Наряду с намеренной дезинформацией, остаются опасения по поводу случайной утечки вируса из Уханьского института. В 2017 году американский молекулярный биолог Ричард Х. Эбрайт заявил, что WIV был расширен, чтобы стать первой лабораторией биологической безопасности 4 уровня материкового Китая, отметив предыдущие утечки вируса SARS из других китайских лабораторий. Хотя Эбрайт опроверг несколько конспирологических теорий в отношении WIV (например, что вирус был специально спроектирован), он отметил в интервью BBC China, что это не «исключает полностью» утечку вируса из-за инцидента в лаборатории. 6 февраля 2020 года Белый дом обратился к учёным и медицинским исследователям с просьбой быстро расследовать происхождение вируса, чтобы учесть как текущее распространение, так и «информировать о будущей подготовке к вспышке [эпидемии] и лучше понять аспекты распространения коронавирусов среди животных и человека и окружающей среды».
Председатель комитета по обороне Палаты общин Великобритании Тобиас Эллвуд также публично поставил под сомнение роль Уханьского института в производстве продукции для китайской армии и призвал к «большей прозрачности в отношении происхождения коронавируса».
Газета South China Morning Post сообщила, что одна из ведущих исследователей Уханьского института, Ши Чжэнли, была мишенью атак в китайских социальных сетях, пользователи утверждали, что её работа над вирусами летучих мышей является источником вируса COVID-19, на что Ши отреагировала так: «Я клянусь моей жизнью, [вирус] не имеет ничего общего с лабораторией», и когда газета попросила исследователя прокомментировать атаки, Ши ответила: «Моё время должно быть потрачено на более важные вопросы». Китайская медиагруппа Caixin сообщила, что Ши выступила с публичными заявлениями против «предполагаемых теорий „шапочек из фольги“ как источнике нового вируса», цитируя её слова: «Новый коронавирус 2019 года — это природа, наказывающая человечество за сохранение нецивилизованных жизненных привычек. Я, Ши Чжэнли, клянусь своей жизнью, что это не имеет ничего общего с нашей лабораторией».
Однако 16 апреля американский канал Fox News со ссылкой на свои источники заявил, что «нулевой пациент» с коронавирусом работал в Уханьской лаборатории. 3 мая государственный секретарь США Майк Помпео заявил, что коронавирус был создан в Уханьской лаборатории.
Политический комментатор из Нью-Джерси Джош Бернштейн, заявил, что Демократическая партия и «глубинное медицинское государство» сотрудничают с правительством Китая в создании и выпуске коронавируса, чтобы свалить Дональда Трампа. Бернштейн предложил, чтобы виновные были заперты в комнате с заражёнными коронавирусом в качестве наказания.
Трамп заявил об искусственности происхождения вируса из уханьской лаборатории Китая.
В геноме коронавируса SARS-CoV-2 была обнаружена последовательность генов, схожая с генами созданной в лаборатории плазмиды, использовавшейся для создания вакцины против SARS-CoV, что использовалось в качестве доказательства искусственного происхождения коронавируса. Но анализ показал, что это сходство равно всего 67 % — генетическая последовательность в коронавирусах летучих мышей была куда более похожа на РНК SARS-CoV-2. Кроме того, эта плазмида изначально содержала гены, кодирующие часть спайкового белка SARS-CoV (для этого её, собственно, и сделали) — нет ничего удивительного в том, что её генетический код схож с кодом SARS-CoV-2.
Были распространены утверждения, будто некоторые последовательности аминокислот в белковой оболочке коронавируса идентичны аминокислотным последовательностям в ВИЧ, что якобы подтверждает искусственное происхождение коронавируса. Но эти последовательности очень невелики, и потому встречаются не только в ВИЧ, но и в большом количестве других организмов. В итоге после масштабной критики со стороны научного сообщества препринт исследования, где впервые было сделано данное утверждение, был отозван.

#### 2021
9 февраля 2021 года Всемирная организация здравоохранения по итогам поездки в Ухань международной группы экспертов ВОЗ, изучавших происхождение SARS-CoV-2, провела специальный брифинг, на котором глава миссии, эксперт ВОЗ по зоонозам и продовольственной безопасности Питер Бен Эмбарек сообщил о том, что эксперты рассматривали четыре основные гипотезы о механизме передачи вируса человеку: 1) прямая передача от животного к человеку; 2) передача к человеку от промежуточного вида животного, в котором вирус мог адаптироваться и находиться до передачи к человеку; 3) передача через продовольственную цепочку, в частности через замороженные продукты; 4) вероятность инцидента, связанного с лабораторией, где «гипотеза о лабораторном инциденте является крайне маловероятной, чтобы объяснить появление вируса среди людей», в связи с чем «эта гипотеза не будет использоваться в дальнейшей работе по изучению того, откуда произошёл вирус».
30 марта 2021 года ВОЗ опубликовала итоговый доклад указанной международной группы, согласно которому миссия не смогла доподлинно установить источник коронавируса. Наиболее вероятной версией была названа передача коронавируса от животного к другому животному, а затем к человеку, тогда как версия утечки из лаборатории в Ухане была названа «крайне маловероятной» (гипотезе уделено четыре из 313 страниц доклада). В пользу теоретической возможности этой версии были названы такие аргументы, как некогда произведённое именно Уханьским институтом вирусологии секвенирование вируса летучих мышей RaTG13, являющегося ближайшим известным генетическим родственником SARS-CoV-2, а также переезд 2 декабря 2019 года лаборатории китайского Центра по контролю за заболеваниями на новое место — рядом с рынком в Ухани, поскольку подобные переезды «могут нарушить работу любой лаборатории».
По итогам доклада генеральный директор ВОЗ Тедрос Гебреисус на брифинге по отчёту международной группы для государств членов ВОЗ заявил:
Группа также посетила несколько лабораторий в Ухане и рассмотрела возможность того, что вирус попал в человеческую популяцию в результате лабораторного инцидента. Однако я не считаю, что эта оценка была достаточно обширной. Для получения более надежных выводов потребуются дополнительные данные и исследования. Хотя группа пришла к выводу, что утечка в лаборатории является наименее вероятной гипотезой, это требует дальнейшего расследования, возможно, с дополнительными миссиями с участием специальных экспертов, которые я готов развернуть. Мы будем держать вас в курсе по мере выполнения планов и, как всегда, будем очень рады вашему вкладу. Позвольте мне чётко заявить, что поскольку ВОЗ обеспокоена, все гипотезы остаются в силе.
Комментируя доклад, Питер Бен Эмбарек сообщил, что гипотеза лабораторного инцидента не была основным предметом исследования, в связи с чем не получила такого же внимания и усилий, как другие теории; полного исследования лабораторий группой проведено не было. Миссия не смогла найти никаких твёрдых доказательств этой версии, однако он отметил, что «Это вполне возможно», «Это динамичный процесс. Ничего не отбрасывается».
28 мая 2021 года британское издание Daily Mail опубликовало заявление профессора онкологии лондонского Университета Святого Георгия Ангуса Далглиша и норвежского вирусолога Биргера Соренсена об обнаружении ими «доказательств искусственного происхождения вируса» SARS-CoV-2. По словам учёных, в «шипе» вируса присутствует ряд из имеющих положительный заряд четырёх аминокислот, как магнит позволяющих вирусу плотно цепляться за отрицательно заряженные части человеческих клеток. Но, поскольку положительно заряженные аминокислоты, как и магниты, отталкиваются друг от друга, поэтому в вирусах природного происхождения редко встречаются даже цепочки из трёх аминокислот, не говоря уже о четырёх положительно заряженных аминокислотах в ряд, поэтому шансы встретить такую последовательность в природе крайне малы. Они считают, что это указывает на происхождение вируса в лаборатории в Ухане. По мнению учёных, после утечки китайские врачи попытались скрыть следы с помощью реверсивных версий вируса, чтобы он выглядел так, как будто он естественным образом эволюционировал от летучих мышей. Эксперты считают, что учёные в Китае планировали изучать действие вируса на организм человека. Далглиш и Соренсен отмечают, что пытались опубликовать свои выводы в течение года, но были отвергнуты крупными научными журналами, которые в то время были уверены, что вирус естественным образом перешёл от летучих мышей или других животных к людям. Учёные планировали опубликовать своё исследование в научном журнале Кембриджского университета Quarterly Review of Biophysics, однако к третьей декаде августа 2021 года в данном журнале была опубликована только одна статья этих авторов, не относящаяся к вопросу происхождения коронавируса. В статье Science-Based Medicine учёные Дэвид Горски, Джейсон Киндрачук, Майкл Эйзен и другие утверждают, что расположение четырёх положительно заряженных аминокислот подряд не является редкостью и обнаруживается во множестве белков.
Как отмечается в журнале Science, весной 2021 года наблюдалось возрождение гипотезы о лабораторном происхождении коронавируса. При этом не было опубликовано каких-либо прорывных исследований, которые подтвердили бы эту гипотезу. Свою роль в распространении идеи об искусственном происхождении вируса сыграл Нобелевский лауреат Дэвид Балтимор, который утверждал, что комбинация нуклеотидов CGG, кодирующая аминокислоту аргинин в РНК SARS-CoV-2, редко присутствует в вирусах и является важным доказательством искусственного происхождения SARS-CoV-2 — но это оказалось не так, и такая последовательность нуклеотидов даже чаще встречалась в вирусе SARS-CoV. Был опубликован доклад от разведки США о том, что несколько исследователей из лаборатории в Уханьском институте вирусологии обратились за медицинской помощью в ноябре 2019 года из-за какого-то респираторного заболевания, но в нём не хватает важных подробностей о том, чем они на самом деле болели, и некоторые люди отмечали, что китайские больницы оказывают помощь при всех недугах, в том числе и незначительных.
В критическом обзоре данных о происхождении SARS-CoV-2 был сделан вывод, что, скорее всего, его происхождение является естественным. Все предыдущие коронавирусы человека имели зоонозное происхождение, как и подавляющее большинство вирусов человека. Ни одна эпидемия не была вызвана побегом нового вируса, и нет данных, свидетельствующих о том, что Уханьский институт вирусологии — или любая другая лаборатория — работали над SARS-CoV-2 или любым вирусом, который мог быть прародителем нового коронавируса, до пандемии COVID-19. Не было обнаружено достоверных данных о заражении коронавирусом сотрудников института или людей, которые контактировали с ними, хотя обычно при утечках вирусов из лаборатории обнаруживаются заражённые сотрудники. SARS-CoV-2 не содержит никаких признаков генетических маркеров, которые можно было бы ожидать от лабораторных экспериментов. Появившиеся во время пандемии многочисленные мутации в рецептор-связывающем домене нового коронавируса, увеличившие его инфекционность, подтверждают, что изначально SARS-CoV-2 не был оптимально приспособлен к связыванию с белком-рецептором ACE2 в клетках человека. Хотя участок расщепления фурином отсутствует у ближайших известных родственников SARS-CoV-2, это неудивительно, потому что подрод, к которому относится SARS-CoV-2, плохо изучен, а наиболее похожие на новый коронавирус коронавирусы летучих мышей имеют сильно различающиеся спайковые белки из-за частых рекомбинаций. Участки расщепления фурином встречаются среди других коронавирусов, хотя и не среди ближайших родственников SARS-CoV-2. Скорее всего, участок расщепления фурином в SARS-CoV-2 мог возникнуть в результате рекомбинации. При этом этот участок расщепления фурином в SARS-CoV-2 функционирует не так оптимально, как в других человеческих коронавирусах HKU1 и OC43, и непонятно, зачем генетическим инженерам, якобы создавшим вирус, использовать такое странное решение. Нет никаких доказательств предшествующих исследований в Уханьском институте вирусологии, связанных с искусственным введением полных участков расщепления фурина в коронавирусы. Наконец, нет ничего удивительного в том, что вспышка нового коронавируса произошла в городе с крупной лабораторией, изучающей коронавирусы — Ухань является крупнейшим городом в центральном Китае с многочисленными рынками мяса животных, это крупный центр путешествий и торговли, хорошо связанный с другими районами как внутри Китая, так и за его пределами.
Открытие новых коронавирусов летучих вышей BANAL приблизило учёных к пониманию происхождения SARS-CoV-2. Вирусы SARS-CoV-2 и BANAL-52 оказались схожи на 96,8 %, причём, в отличие от предыдущего ближайшего родственника SARS-CoV-2, RatG13, в рецептор-связывающем домене BANAL-52 и нового коронавируса совпадали 16 из 17 аминокислот. Это исследование дало дополнительные доказательства естественного происхождения нового коронавируса и развенчало аргумент сторонников лабораторного происхождения, которые считали, что рецептор-связывающий домен SARS-CoV-2 был слишком уникальным, чтобы произойти естественным путём. Впрочем, в BANAL-52 не был найден свойственный SARS-CoV-2 участок на спайковом белке, расщепляемый фурином — учёные считают, что они либо исследовали слишком мало летучих мышей и потому просто не нашли вирус с этим участком, либо он мог быть приобретён в ходе прохождения коронавируса через какого-то промежуточного хозяина.
Посольство КНР в Вашингтоне назвало новый доклад разведслужб США о происхождении коронавируса научно неубедительным, призвав, чтобы исследованием этого вопроса в дальнейшем занимались компетентные в данном вопросе учёные, а не американские спецслужбы.

### Биологическое оружие США

#### Обвинения в российских СМИ
22 февраля 2020 года ряд официальных представителей США заявил, что Россия стоит за кампанией дезинформации, используя тысячи учётных записей в социальных сетях в Twitter, Facebook и Instagram для преднамеренного продвижения «теорий заговора», утверждающих, что вирус является биологическим оружием, разработанным ЦРУ, а США ведёт экономическую войну с Китаем, используя вирус. Исполняющий обязанности помощника госсекретаря по Европе и Евразии Филип Рикер заявил, что «намерение России состоит в том, чтобы сеять раздор и подрывать институты и альянсы США изнутри» и «распространяя дезинформацию о коронавирусе, российские злоумышленники вновь решили угрожать общественной безопасности, отвлекая от глобальных ответных действий в области здравоохранения». Официальные представители России отрицали эти обвинения, отмечая, что «это заведомо ложная история».
Согласно публикации журнала The National Interest, хотя официальные российские каналы не выдвигают теорию заговора о биологическом оружии в США, другие российские СМИ не разделяют сдержанность Кремля в этом вопросе. Газета «Красная звезда», финансируемая министерством обороны России, опубликовала статью под названием «Коронавирус: американская биологическая война против России и Китая», в которой утверждается, что вирус призван нанести ущерб экономике Китая, ослабив её на следующем раунде торговых переговоров.
Лидер ЛДПР Владимир Жириновский в январе 2020 года заявил, что вирус был провокацией фармацевтических компаний США.
Дипломат Игорь Никулин, бывший советник генерального секретаря ООН, заявил на российском телевидении и в других СМИ, что Ухань был выбран для атаки, потому что наличие там вирусологической лаборатории предоставило Пентагону и ЦРУ возможность прикрытия информации об утечке результатов «китайского биологического эксперимента».
Вероника Вихова, руководитель программы Kremlin Watch чешской неправительственной организации «Европейские ценности» в мае 2020 года утверждала, что в статьях изданий, занимающих пророссийскую и прокитайскую позицию, неоднократно встречала заявления, что COVID-19 был разработан США в качестве биологического оружия. По словам Виховой, в исследованиях, проводившихся в рамках программы Kremlin Watch, часть манипулятивной информации, распространяемой в социальных сетях, относится к российским государственным СМИ, у которых в некоторых странах Европейского Союза есть бюро и сайты.
4 августа 2022г. Минобороны России допустило возможность причастности США к возникновению пандемии COVID-19, позже делались аналогичные заявления.

#### Обвинения виранских СМИ
По сообщению радиостанции Farda, иранский священнослужитель Сейед Мохаммад Саиди обвинил президента США Дональда Трампа в том, что он нацелился на город Кум (один из центров распространения инфекции в стране) с помощью коронавируса, «чтобы нанести ущерб его культуре и чести». Саиди заявил, что Трамп выполняет своё обещание поразить иранские культурные объекты, если иранцы отомстят за авиаудар США, жертвой которого стал командующий силами «Кудс» Касем Сулеймани.
Представитель иранского телевидения Али Акбар Рафипур заявил, что коронавирус является частью программы «гибридной войны», которую США ведут против Ирана и Китая.
Бригадный генерал Голям Реза Джалали, глава Иранской организации гражданской обороны, заявил, что коронавирус, вероятно, является биологической атакой на Китай и Иран с экономическими целями.
Глава КСИР Хоссейн Салами предположил, что коронавирус может быть «биологическим оружием США» против Китая и Ирана.
Несколько иранских политиков, в том числе Высший руководитель Али Хаменеи, Хосейн Амир Абдоллахиян, Расул Фалахати, Алиреза Панахиан, Абольфазл Хасанбейджи и Голямали Джафарзаде Иманабади, также сделали подобные заявления. Однако заместитель министра здравоохранения Ирана Реза Малехзаде отверг теорию биологической войны.
Бывший президент Ирана Махмуд Ахмадинежад 9 марта 2020 года направил письмо в ООН, где утверждал, что «миру ясно, что мутированный коронавирус был произведён в лаборатории» и что COVID-19 является «новым оружием для создания и/или поддержания политического и экономического верховенства на мировой арене».

#### Обвинения в китайских СМИ
По сообщениям лондонского журнала The Economist, в китайских интернет-ресурсах широко обсуждаются конспирологические теории о том, что вирус COVID-19 создан ЦРУ для подавления Китая. Хотя в США факт ведения бактериологической войны против китайских войск во время Корейской войны считается голословным обвинением, в Китае это считается достоверным, что способствует распространению этих конспирологических теорий.
Несколько китайских конспирологических статей, относящихся к эпохе атипичной пневмонии, всплыли в последнее время с изменёнными деталями (атипичная пневмония также объявлена актом биологической войны США против Китая); в некоторых из этих статей утверждается, что китайская компания BGI Group, специализирующаяся на исследованиях генома, продала США базу данных о генетической информации китайцев в США, что помогло США разработать вирус, ориентированный на геном этнических китайцев.
26 января 2020 китайский новостной сайт оборонной тематики Xilu опубликовал статью, в которой подробно рассказывалось о том, как США искусственно создали вирус для «точного нацеливания на китайцев», эта статья была удалена с сайта в начале февраля.
Некоторые статьи на популярных китайских сайтах намекают, что вирус COVID-19 в Китай занесли американские военные — участники Всемирных военных игр в Ухане в 2019 году, которые продолжались до конца октября. По мнению авторов этих статей, невнимательное отношение и непропорционально низкие результаты американских спортсменов в играх указывают на то, что они могли находиться там для других целей, и могли на самом деле быть «боевиками» биологической войны. Также указывалось, что место жительства американских военных в Ухане было расположено близко к оптовому рынку морепродуктов Хуанань, где отмечены первые случаи заражения.
И 12 марта 2020 даже пресс-секретарь КНР Чжао Лицзянь в своём твиттерре высказал мнение, что коронавирус в Ухань могли доставить солдаты армии США, в связи с чем 13 марта правительство США вызвало посла Китая Цуй Тянькая в Вашингтон для дачи разъяснений.
- 17 марта 2020 — «нулевой пациент появился в США» — Китай назвал Америку родиной коронавируса.

#### Арабский мир
Многие авторы арабских СМИ поддерживают конспирологическую теорию о том, что COVID-19, а также SARS и вирус свиного гриппа были специально созданы и распространены США, и это «часть экономической и психологической войны, которую США ведут против Китая с целью ослабить его и представить как отсталую страну и источник болезней». Эту позицию высказывали иракский политолог Сабах аль-Акили на телеканале Al-Etejah, обозреватель саудовской газеты «Аль-Ватан» Сауд аль-Шери, обозреватель сирийской газеты «Аль-Таура» Хуссейн Сакер и египетский журналист Ахмад Рифат на египетском новостном сайте Vetogate.

#### Филиппины
Филиппинский сенатор Тито Сотто продемонстрировал на слушаниях в Сенате Филиппин в феврале 2020 года видеоролик, в котором высказывает версию, что коронавирус — это биологическая война против Китая.

#### Венесуэла
Член Конституционной ассамблеи Венесуэлы Элвис Мендес заявил, что коронавирус является «бактериологическим оружием, созданным в 89-м, 90-м и далее», и это была болезнь, «привитая гринго». Мендес предположил, что вирус был оружием против Латинской Америки и Китая, и его цель состояла в том, чтобы деморализовать людей и «создать свою систему». Мендес также заверил, что Венесуэла готова противостоять вирусу, и что в стране есть такие же медицинские препараты, как и на Кубе.

### Сионистское биологическое оружие
Англоязычный международный новостной телеканал Press TV, финансируемый правительством Ирана, распространял заявления, что «сионистские элементы разработали смертоносный штамм коронавируса против Ирана». Аналогичным образом различные арабские СМИ обвиняли Израиль и США в создании и распространении вирусов птичьего гриппа и атипичной пневмонии. В социальных сетях распространялось множество конспирологических теорий, в том числе предположение, что евреи изготовили вирус, вызывающий COVID-19, чтобы спровоцировать обвал мирового фондового рынка и тем самым получить прибыль от инсайдерской торговли. В одном ток-шоу на турецком телевидении обсуждался даже сценарий, в котором евреи и сионисты создали вирусы, вызывающие COVID-19, птичий грипп и геморрагическую лихорадку Крым-Конго, чтобы «переформатировать мир, захватить страны [и] нейтрализовать население мира». Профессиональный конспиролог Дэвид Айк предположил, что семья Ротшильдов «фундаментально вовлечена» в использование коронавируса для продвижения повестки дня общественного господства и контроля.
Попытки Израиля разработать вакцину против COVID-19 вызвали неоднозначную реакцию. Великий аятолла Насер Макарем Ширази опроверг первоначальные сообщения о том, что он постановил, что сионистская вакцина будет халяльной, а один журналист Press TV написал в твиттере, что «Я предпочёл бы рискнуть с вирусом, чем потреблять израильскую вакцину». Обозреватель турецкой газеты Yeni Akit утверждала, что такая вакцина может быть уловкой для проведения массовой стерилизации.
В предупреждении Федерального бюро расследований США о возможной угрозе преднамеренного распространения коронавируса упоминается, что расистские экстремистские группы обвиняют евреев и еврейских лидеров в пандемии и закрытии государственных учреждений в США.

### Шпионская операция
В некоторых Интернет-публикациях со ссылкой на сообщение Канадской радиовещательной корпорации (CBC) от июля 2019 года утверждается, что коронавирус якобы был украден из канадской вирусологической лаборатории китайскими учёными. CBC в связи с этим заявила, что их сообщение было искажено дезинформацией, а начальник отдела по связям со СМИ Министерства здравоохранения Канады и Агентства общественного здравоохранения Канады Эрик Морриссетт заявил, что шпионская версия «не имеет фактической основы». Известно, что ни один из образцов, отправленных китайскими специалистами 31 марта 2019 года из Виннипега в Пекин, не был коронавирусом, вызывающим COVID-19. Текущее местонахождение пропавших китайских исследователей неизвестно — ведётся расследование Королевской канадской конной полицией. Не имеется доказательств и того, что пропавшие китайские учёные были ответственны за отправку патогенов в Китай. Канадские чиновники описали это как административное дело и заявили, что «нет абсолютно никакого риска для канадской общественности». Эта статья была опубликована канадской радиовещательной корпорацией (CBC); оппонируя теории заговора, CBC позже заявила, что «CBC reporting никогда не утверждала, что эти двое учёных были шпионами, или что они принесли какую-либо версию коронавируса в лабораторию в Ухане». В разгар эпидемии коронавируса эксперт по биологической войне из израильского Центра стратегических исследований «Бегин-Садат», ссылаясь на пресс-конференцию НАТО, допустил шпионаж как причину утечки вируса, но не нашёл никаких подтверждений того, что коронавирус был похищен из канадской лаборатории или является результатом китайских исследований в области защиты от биологического оружия.

### Билл Гейтс, чипирование и контроль численности населения

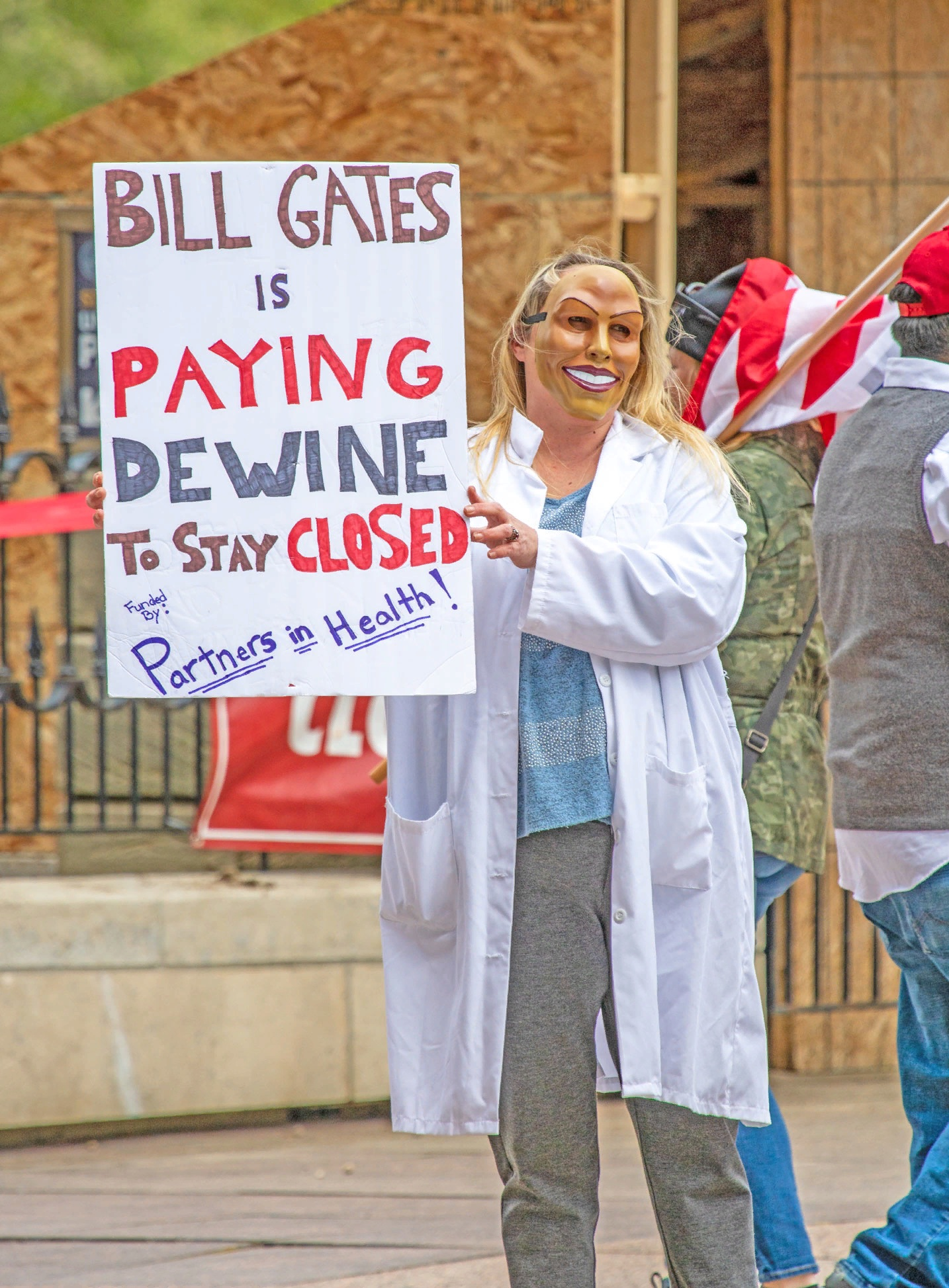
Май 2020 года: участник протестов против карантина в Огайо держит плакат с обвинениями в адрес Билла Гейтса и губернатора Майка Деуайна.

Различные слухи и конспирологические теории связывали пандемию с именем американского мультимиллиардера Билла Гейтса и принадлежащим ему фондом Билла и Мелинды Гейтс. Гейтс в прошлом указывал на опасность со стороны инфекционных заболеваний и говорил о них как о самой вероятной угрозе человечеству — так, в 2015 году на конференции TED он заявлял, что новая крупная пандемия, подобная «испанскому гриппу», может случиться в самом скором будущем, и что мир совершенно не готов к этой угрозе. На протяжении многих лет Гейтс тратил огромные средства на проекты в области здравоохранения и борьбы с инфекционными заболеваниями, такими как малярия, выделил свыше 250 миллионов долларов на борьбу с пандемией и разработку вакцин от COVID-19 и обещал потратить ещё больше. В октябре 2019 года фонд Билла и Мелинды Гейтс поддержал проведение «События 201» — учений по сценарию пандемии, вызванной коронавирусом. Сценарий учений не относился к конкретному коронавирусу SARS-CoV-2 и не рассматривался как предсказание какого-то определённого числа жертв в реальном будущем. Согласно различным конспирологическим теориям, Гейтс стремится к уменьшению численности населения Земли или же к «чипированию» людей под предлогом вакцинации — тайному вживлению RFID-меток или микросхем для управления поведением. Идеи о планах Гейтса «чипировать» людей связаны с высказыванием Гейтса на интернет-форуме Reddit о «цифровых сертификатах» для переболевших коронавирусной инфекцией.
По сообщению Би-би-си, уже в январе 2020 года YouTube-блогер Джордан Сатер, сторонник ультраправой теории заговора QAnon и антивакцинного движения, указывал на высказывания Гейтса об эпидемиях и патент, полученный институтом Пирбрайта в 2019 году, как доказательства того, что они и организовали пандемию COVID-19 c целью сокращения численности населения. Позже идеи о связи Гейтса с пандемией повторяли более известные люди, такие как Алекс Джонс или телеведущая Лора Ингрэм. В России подобные заявления делали кинорежиссёр Никита Михалков, авторы телепередачи «Человек и закон» на Первом канале, схиигумен Сергий (Романов). По данным аналитической компании Zignal Labs, к середине апреля 2020 года в Facebook накопилось порядка 16 тысяч публикаций о предполагаемой связи Гейтса и пандемии с общим количеством просмотров и «лайков» больше 900 тысяч; десять самых популярных видеороликов на эту тему на YouTube имели в сумме больше 5 миллионов просмотров. Билл Гейтс в роли злодея, связанного с пандемией или использующего её для реализации каких-то зловещих планов, упоминался протестующими на массовых выступлениях против карантинных мер по всему миру — в США, Германии и Австралии. По данным опроса, проведённого Yahoo News и YouGov, веру в конспирологическую теорию о намерении Гейтса использовать вакцинацию против COVID-19 для «чипирования» жителей США разделяло 44 % опрошенных из числа поддерживающих Республиканскую партию, но всего 19 % из числа поддерживающих Демократическую партию. Сам Гейтс в интервью Би-би-си говорил, что его «немного беспокоит» и «несколько удивляет» существование этих теорий. Миллиардер выражал опасения, что люди будут бояться вакцинации. Он подтверждал, что считает важной добровольную регистрацию тех, кто сделал прививки, но подчёркивал, что речь не идёт о каких-то чипах — в бедных странах такая информация вносится в бумажные документы, а в Индии проходит тестовая программа по сохранению данных в мобильные телефоны.

### Утверждения о том, что коронавирус не является новым
Некоторые люди утверждают, что правительства ряда стран знали о коронавирусе задолго до начала пандемии 2019—2020 годов, поскольку на баллончиках дезинфицирующего средства Lysol имеется надпись об эффективности этого средства против «человеческого коронавируса» (англ. human coronavirus). Они предполагают, что такая маркировка имелась на баллончиках Lysol с начала 1960-х годов, и, следовательно, правительства уже тогда были осведомлены о коронавирусе. Представители британской компании Reckitt Benckiser, владеющей брендом Lysol, ответили, что коронавирусы являются давно известным семейством вирусов, и их продукт не был предназначен для борьбы исключительно с видом коронавируса SARS-CoV-2.

### Влияние сотовых вышек 5G на распространение коронавируса
Научный консенсус заключается в том, что технология 5G безопасна, а аргументы против неё являются конспирологическими и связаны с новизной технологии, которая якобы является достаточной причиной не доверять ей. Непонимание технологии 5G породило теории заговора, утверждающие, что она оказывает неблагоприятное воздействие на здоровье человека.
22 января 2020 года бельгийская газета Het Laatste Nieuws опубликовала интервью с малоизвестным терапевтом Крисом ван Керкховеном, который заявлял, что мобильная связь нового стандарта 5G опасна для здоровья, и что эпидемия нового коронавируса может быть неким образом связана с 5G. Комментирующий интервью журналист отмечал, что вокруг китайского города Уханя, на который на тот момент приходилось большинство случаев заболевания, в 2019 году была развёрнута сеть вышек связи 5G. Интервью вышло в печатном виде лишь в одной из региональных версий газеты, и его электронная версия была убрана с сайта газеты несколько часов спустя, но эта бездоказательная публикация успела дать почву для разнообразных теорий заговора: о том, что радиоизлучение от антенн 5G подавляет иммунную систему человека, делая его более уязвимым для вируса, или каким-то образом переносит вирус, или само вызывает симптомы болезни. Эти теории сначала были подхвачены бельгийскими группами в Facebook, а затем распространились и в англоязычный сегмент интернета. В их поддержку в социальных сетях высказывались различные знаменитости, такие как боксёр Амир Хан, певицы Анн-Мари и Кери Хилсон, актёр Вуди Харрельсон. Направленная против 5G петиция на сайте Change.org набрала 110 тысяч голосов после того, как ссылку на неё «ошибочно» ретвитнула популярная телеведущая Аманда Холден.
В начале апреля в Великобритании сожгли или иным образом испортили 20 вышек сотовой связи, преимущественно в окрестностях Бирмингема и в Западном Мидленде. Операторы отмечали, что из-за медленного развёртывания сетей 5G в Великобритании многие сожжённые вышки даже не содержали оборудования 5G, а относились к предыдущим поколениям 3G и 4G. Занимавшиеся ремонтом техники сталкивались с угрозами со стороны рядовых граждан. Похожим образом в Нидерландах сожгли четыре вышки. Одна вышка телефонной связи была сожжена близ села Ногир в Северной Осетии (Россия). По словам главы республики Вячеслава Битарова, некоторые местные жители заявляли на митинге во Владикавказе, что коронавирусная инфекция выдумана, а карантинные ограничения и антенны 5G нужны затем, чтобы «облучать» и «чипировать» людей.

## Дезинформация о масштабах эпидемии

### Дезинформация от лжемедсестры
24 января 2020 года в Интернете была распространена видеозапись, на которой женщина, представившаяся медсестрой Цзинь Хуэй из провинции Хубэй описывала ситуацию в Ухане как гораздо более тяжёлую, чем сообщали китайские официальные лица. По её утверждению, на тот момент более 90 000 человек были заражены вирусом в Китае, вирус может распространяться от одного человека до 14 человек, и началась его вторая мутация. Ролик набрал миллионы просмотров в социальных сетях и был упомянут в многочисленных онлайн-отчетах. Однако телеканал BBC News отметил, что вопреки английским субтитрам в одном из видео, женщина не может быть медсестрой или врачом, а также её костюм и маска не соответствуют тем, которые носил медицинский персонал в провинции Хубэй. Заявление о 90 000 заражённых вирусом было охарактеризовано как «необоснованное».

### Предполагаемая утечка информации
25 февраля 2020 года газета Taiwan News опубликовала статью, в которой утверждалось, что китайская инвестиционная компания Tencent случайно опубликовала реальные цифры смертности и заражения в Китае. Согласно статье в Taiwan News, ситуационный центр Tencent Epidemic Situation Tracker в течение короткого промежутка времени продемонстрировал скриншот с диаграммами численности инфицированных и погибших от коронавируса, во много раз превышавших официальные цифры, информация об этом была почерпнута из поста в Facebook 38-летнего тайваньца Хироки Ло и анонимного тайваньского пользователя сети. На статью в Taiwan News ссылались другие СМИ, такие как Daily Mail, она широко распространялась в Твиттере, Facebook, 4chan, и породила волну конспирологических публикаций. Джастин Лесслер, адъюнкт-профессор Школы общественного здоровья Университета Джонса Хопкинса, утверждает, что цифры в этой предполагаемой «утечке» являются нереалистичными. Представитель Tencent заявил, что изображение в публикации в Taiwan News было подделано, и содержит «ложную информацию, которую мы никогда не публиковали».
Кеони Эверингтон, автор статьи в Taiwan News, в свою очередь, утверждал подлинность утечки. Брайан Хайо и Ларс Вустер из New Bloom Magazine, основываясь на данных из других сайтов, использовавших базу данных Tencent для создания пользовательских визуализаций, опровергали данные Taiwan News. Они пришли к выводу, что опубликованный скриншот был сфабрикован.

### Дезинформация относительно Тайваня
26 февраля 2020 года тайваньское Центральное информационное агентство сообщило, что в Facebook появилось большое количество дезинформации, утверждающей, что пандемия на Тайване вышла из под контроля, что тайваньское правительство скрыло общее число случаев заболевания и что президент Цай Инвэнь была заражена. Тайваньская организация по проверке фактов предположила, что дезинформация на Facebook имеет общие черты с материковым Китаем из-за использования им упрощённого китайского и материковой китайской лексики. Организация предупреждает, что целью дезинформации является атака на правительство.
В марте 2020 года бюро расследований Министерства юстиции Тайваня предупредило, что материковый Китай пытается подорвать доверие к фактическим новостям, изображая отчёты тайваньского правительства как фальшивые новости. Тайваньским властям было приказано использовать все возможные средства для отслеживания того, были ли эти сообщения связаны с инструкциями, данными Коммунистической партией Китая. Управление КНР по делам Тайваня опровергло эти заявления, назвав их ложью, и заявило, что Демократическая прогрессивная партия Тайваня «разжигает ненависть» между двумя сторонами. Затем они заявили, что «ДПП продолжает политически манипулировать вирусом». По данным газеты The Washington Post, Китай десятилетиями использовал организованные дезинформационные кампании против Тайваня.
Ник Монако, директор по исследованиям Лаборатории цифрового интеллекта Института будущего проанализировал сообщения и пришёл к выводу, что большинство из них, по-видимому, исходят от обычных пользователей в Китае, а не от государства. Однако он подверг критике решение китайского правительства позволить этой информации распространиться за пределы «Великого Китайского файрвола», который он назвал «вредоносным». По данным Taiwan News, почти 1 из 4 случаев дезинформации, как полагают, связан с материковым Китаем.
27 марта 2020 года Американский институт на Тайване объявил, что он сотрудничает с тайваньским центром проверки фактов, чтобы помочь бороться с дезинформацией о вспышке COVID-19.

### Ложная интерпретация карты World Population Project
В начале февраля 2020 ряд австралийских СМИ (и британские таблоиды The Sun, Daily Mail и Metro) разместили карту десятилетней давности, опубликованную в рамках проекта World Population Project, реализуемого Саутгемптонским университетом. На этой карте была изображена схема распространения некоей гипотетической эпидемии вируса, и опубликовавшие её СМИ утверждали, что карта иллюстрирует распространение коронавируса в 2020 году. Эти утверждения были затем распространены через страницы этих СМИ в социальных сетях, и, хотя некоторые из них позже удалили карту, BBC сообщила, что ряд новостных сайтов ещё не удалил эту карту.

### Приписывание смертей от коронавируса сопутствующим заболеваниям
Получило распространение утверждение, будто только 6 % умерших от коронавируса умерли из-за него. Это заблуждение возникло из-за ошибочного понимания статистики CDC США. В одном из отчётов сообщалось, что только в 6 (на момент начала 2022 года — 5) процентах сертификатах о смерти из-за коронавируса COVID был указан в качестве единственной причины смерти, в остальных сертификатах было указано в среднем 2,5 (сейчас 4) сопутствующих причины. Из этого был сделан вывод, что 94 % умерших от коронавируса на самом деле умерли от других заболеваний. Но, как заявляет в своём блоге, посвящённом разоблачению псевдонауки, доктор Дэвид Горски, сертификаты о смерти устроены иначе — в них должна быть указана как основная причина смерти, так и вся цепь событий, которая привела к летальному исходу. 5-6 % свидетельств без дополнительных причин смерти, скорее всего, составлены неправильно.

## Дезинформация о методах лечения

### Недостоверная информация об эффективности ивермектина
Во время пандемии COVID-19 широко распространялась неверная информация и о том, что антипаразитарный препарат ивермектин помогает бороться или предотвращать коронавирус SARS-CoV-2. Такие утверждения не подтверждены доказательствами. Ряд авторитетных медицинских организаций, включая Центры по контролю и профилактике заболеваний США, Европейское агентство лекарственных средств и Всемирную организацию здравоохранения, высказывались о том, что ивермектин не является одобренным средством для лечения COVID‑19. Всемирная организация здравоохранения советует применение ивермектина в таких целях исключительно в рамках клинических исследований.

## Дезинформация о вакцинах
По данным отчёта Center for Countering Digital Hate, многие антипрививочники восприняли пандемию коронавируса как возможность распространить свои убеждения среди большого количества людей и создать долговременное недоверие к эффективности, безопасности и необходимости вакцин. Онлайн-аудитория антивакцинаторов растёт, социальные сети, несмотря на их усилия по борьбе с дезинформацией, не справляются с усилиями по продвижению псевдонаучных теорий. Задача антипрививочников — донести до людей 3 послания: коронавирус не опасен, вакцины опасны, защитникам вакцинации нельзя доверять. Особую роль в антипрививочном движении играют конспирологи и люди, зарабатывающие деньги на продвижении альтернативной медицины в качестве альтернативы прививкам.
По мнению главного редактора блога Science-Based Medicine Дэвида Горски, в антипрививочном движении нет ничего нового, и дезинформация о вакцинах от COVID-19 не нова — старые мифы антипрививочников были просто переделаны для новых вакцин.

### Вакцинация и изменение ДНК
Вопреки заявлениям о том, что вакцинация от коронавируса может изменить ДНК человека, мРНК-вакцины лишь доставляют к рибосомам в цитоплазме клетки мРНК, которая быстро деградирует и не взаимодействуют с ДНК в клеточном ядре.
Векторные вакцины также неспособны изменить ДНК, так как аденовирусы, применяемые в вакцинах, доставляют ДНК в ядро клетки, но она не интегрируется в её геном.

### Опасность спайкового белка из вакцин для организма
Векторные и мРНК вакцины заставляют клетки организма вырабатывать спайковый белок коронавируса. Одно исследование было использовано для того, чтобы доказать, будто спайковый белок от вакцин может повредить клетки эндотелия, выстилающие внутреннюю поверхность кровеносных сосудов. Но эта статья — лишь исследование на животных с очень маленькой выборкой, где трём хомякам вводили не описанный в работе «псевдовирус», то есть какой-то вирус со спайковым белком коронавируса на своей оболочке. Причём введено было большое количество вируса — полмиллиарда жизнеспособных вирусных частиц. Потом ещё было проведено исследование на клеточной культуре с использованием спайкового белка в концентрации 4 мкг/мл. Один из авторов статьи, Ури Мэнор, лично поставил себе прививку и согласился, что антипрививочники неправильно интерпретируют его исследование, и после введения вакцины будет выработано гораздо меньше спайкового белка, чем необходимо для нанесения вреда. Кроме того, вывод статьи выглядел так:
Этот вывод предполагает, что антитела, сгенерированные вакцинацией, и/или экзогенные антитела против S-белка не только защищают хозяина от инфекции SARS-CoV-2, но также ингибируют повреждение эндотелия, вызванное S-белком.
Действительно — цель вакцины не просто в том, чтобы заставить организм вырабатывать спайковый белок (выработка которого закончится через 10-14 дней после вакцинации), а в том, чтобы он выработал антитела к этому белку, которые затем защитят кровеносные сосуды от последствий реального заражения.
Наконец, спайковый белок концентрируется в основном в месте инъекции, лишь небольшая его часть циркулирует по всему организму. В другом исследовании (опять же, довольно небольшом исследовании на 13 испытуемых), которое антипрививочники использовали в качестве доказательства опасности спайкового белка, была обнаружена циркуляция спайкового белка в крови привитых. Но на самом деле речь идёт о крайне малых концентрациях — около 62 пкг (10−12 грамм) на миллилитр. Даже эти концентрации исчезают за несколько дней и обнаруживаются только после первой дозы вакцины. Ури Мэнор подчеркнул, что эта концентрация почти в 100000 раз меньше, чем использованная в его работе.

### Опасность вакцин для непривитых
Получила распространение теория о том, что привитые люди якобы могут представлять опасность для непривитых людей, так как спайковый белок, вырабатываемый после вакцинации, может якобы вырваться наружу вместе с потом или выдыхаемыми молекулами. Хотя никаких доказательств для этих предположений не было предоставлено, спайковый белок, вырабатываемый после вакцинации, концентрируется в месте инъекции и вырабатывается не в таких количествах, как при заражении, и количество выдыхаемого спайкового белка, если он вообще будет выдыхаться, будет крайне мало, некоторые заведения стали отказывать в обслуживании недавно привитым людям из-за этих опасений.

### Вакцинация и проблемы с фертильностью
Антивакцинаторы давно обвиняли прививки в негативном влиянии на фертильность. Этот миф получил распространение и во время пандемии COVID-19. Согласно опросу из Великобритании, около четверти молодых женщин боялись прививаться из-за опасений по поводу последствий вакцины для фертильности.
Утверждения о влиянии вакцин на фертильность женщин связаны с заблуждениями об опасности спайкового белка. Этот белок якобы схож с белком синцитин-1, и потому вакцинация может привести к иммунной реакции не только против спайкового белка, но и против синцитина-1, а этот белок нужен для формирования плаценты. Тем не менее, сходство между синцитином-1 и спайковым белком ограничивается двумя участками по две аминокислоты — для сравнения, сам синцитин-1 состоит из 538 аминокислот. Этого недостаточно для того, чтобы эти белки были схожими, анализ показывает, что они не гомологичны. Даже восьми совпадающих аминокислот в белках недостаточно для перекрёстной иммунной реакции. Более того, нет доказательств, что заражение самим коронавирусом приводит к ранним выкидышам, чего можно было бы ожидать, если бы антитела, выработавшиеся после естественного заражения, атаковали синцитин-1. По данным из препринта исследования, после вакцинации у привитых женщин не было обнаружено антител к синцитину-1.
Сообщения о том, что липидные наночастицы, которые применяются в мРНК вакцинах для доставки мРНК, концентрируются в яичниках, также ошибочны. На самом деле, в яичниках было обнаружено максимум 0,095 % введённых крысам наночастиц — большая часть наночастиц остаётся в месте укола или в печени, и это по результатам исследования на крысах, которым вводили намного большую дозу наночастиц, чем вводят людям в ходе вакцинации.
Хотя беременные женщины были исключены из испытаний вакцин, этот пробел в знаниях заполняется. В одном наблюдательном крупном исследовании частота побочных эффектов у мРНК вакцин была невелика, а количество мертворождений и проблем с родами было сопоставимо с таковым в общей популяции. Это лишь предварительные данные, и ещё нет достоверной информации о женщинах, привитых до третьего триместра.
В одном препринте не было обнаружено негативных последствий вакцины Pfizer для функционирования яичников женщин, проходящих ЭКО. В другом препринте вакцина Pfizer не оказала влияния на результаты ЭКО. В третьем исследовании не было обнаружено последствий вакцинации для плаценты. В четвёртом исследовании не было обнаружено влияния вакцинации на результаты имплантации эмбриона в ходе ЭКО. Наконец, исследование на крысах тоже подтверждает безопасность Pfizer для фертильности самок крыс и их потомства.
Очень небольшое количество испытуемых в испытаниях AstraZeneca, Pfizer и Moderna забеременело, и выкидыши наблюдались в группе привитых с той же частотой, что и в группе плацебо. Системы надзора за побочными эффектами в Англии и США не обнаружили никаких последствий вакцинации для беременных. Такие научные организации, как Американский колледж акушеров и гинекологов и Общество медицины матери и плода не видят в вакцинах от коронавируса причин для беспокойства у беременных женщин.

### Эффективность вакцин около 1 %
Среди антипрививочников распространялась информация о том, что эффективность вакцин от COVID-19 якобы около 1 %. Это утверждение основывалось на ошибочном понимании комментария в научном журнале, где сообщалось об абсолютном снижении риска заболеваемости после вакцинации, в то время как обычно в качестве меры эффективности вакцин используют относительное снижение риска. Если относительное снижение риска описывает вероятность избежать заражения при вакцинации, то абсолютное снижение риска представляет собой долю людей в популяции, которые избежали заражения благодаря вакцинации. Абсолютное снижение риска полезно, потому что позволяет вычислить ещё одно значение — количество людей, которое нужно привить для того, чтобы избежать один случай заражения. При этом оно зависит от риска инфицирования в популяции, где было проведено исследование, и если он не очень высок, то абсолютное снижение риска будет казаться небольшим.

### мРНК вакцины, прионные заболевания и болезнь Альцгеймера
В одной статье было сделано предположение, что РНК в мРНК-вакцинах может каким-то образом заставить РНК-связывающие белки (белки TDP-43 и FUS) неправильно сворачиваться, превращая их в опасные для мозга прионы. Статья была опубликована в журнале, издатель которого входит в список Джеффри Билла. Сам исследователь ранее обвинял вакцины в увеличении риска ожирения и хронических заболеваний. Автор не приводит никаких доказательств этого утверждения, кроме теоретических рассуждений — в статье критически не хватает подробностей проведённого учёным анализа. Кроме того, белки TDP-43 и FUS являются ядерными, то есть находятся преимущественно в ядре клетки, а мРНК из мРНК вакцин туда не попадает.

### Смертность от дельта-штамма среди привитых в Великобритании
В соцсетях и СМИ прозвучали утверждения, что вакцинированные от коронавируса в 6 раз чаще умирали от дельта-штамма коронавируса. Они ссылались на документ, где, помимо этих данных, была показана высокая эффективность вакцинации в сокращении заболеваемости и госпитализации из-за дельта-штамма. Объясняется повышенная смертность среди привитых тем, что прививали прежде всего уязвимые категории населения: пожилых людей и лиц с хроническими заболеваниями.

### Неправильное использование данных систем пассивного мониторинга осложнений

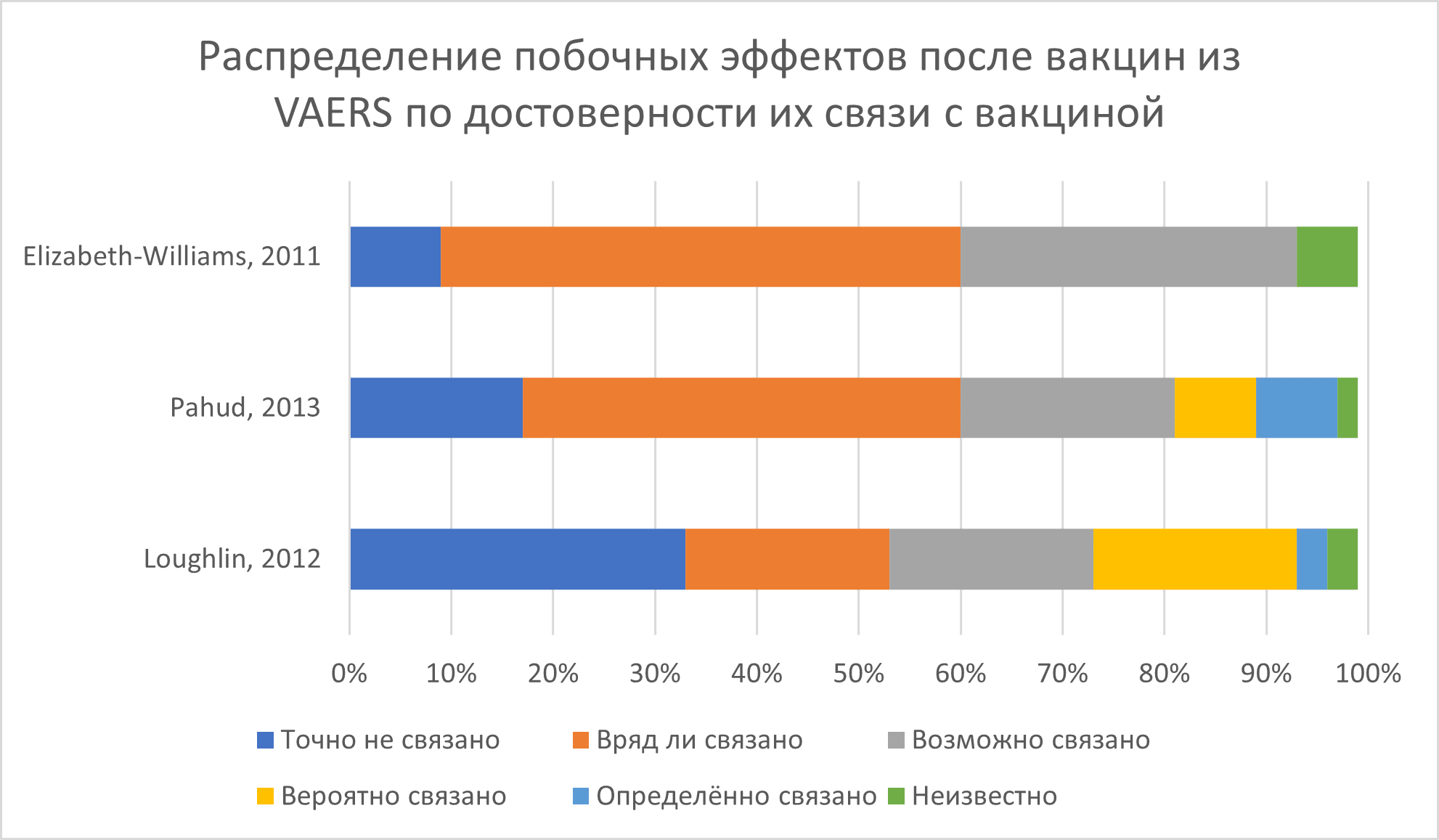
Данные из трёх исследований о достоверности связи побочных эффектов после вакцинации, внесённых в VAERS, с прививкой

Ещё до эпидемии коронавируса антипрививочники зачастую использовали данные систем пассивного мониторинга осложнений, таких как американская VAERS, для преувеличения количества осложнений после вакцинации. На самом деле, о побочных эффектах в VAERS может заявлять практически кто угодно — точнее, поставщики медицинских услуг, производители вакцин и общественность. На сайте VAERS прямо сказано, что отчёты о побочных эффектах в VAERS не позволяют сделать вывод о существовании причинно-следственной связи между вакцинацией и осложнением. Многие внесённые в VAERS случаи смерти после вакцинации никак не могут быть связаны с прививкой. Анализ всех смертей, зарегистрированных в VAERS c 1997 по 2013 год, показал сильное сходство основных причин этих смертей с основными причинами смертей среди населения в целом, и на миллион доз вакцины приходилось всего одно сообщение о смерти. В целом, в анализе не было найдено причинно-следственной связи между вакцинацией и смертями. По данным трёх анализов побочных эффектов из VAERS, менее половины из них могут быть с какой-то степенью достоверности связаны с вакцинацией (см. изображение справа). В случае вакцин от коронавируса, похоже, что количество смертей после вакцинации, зарегистрированное в VAERS, можно ожидать и случайным образом. Все сообщения о смерти были проанализированы CDC и FDA, и причинно-следственная связь не была обнаружена.
Повышенное количество сообщений об осложнениях после новых вакцин, в том числе после вакцин от COVID-19, может объясняться эффектом Веббера: новые медицинские препараты обычно привлекают к себе больше внимания, и о побочных эффектах после них поступает больше сообщений. Кроме того, если многие вакцины вводят преимущественно детям, то вакцины от коронавируса чаще вводились пожилым людям. Если 68 % умерших после обычных вакцин — это дети, то 80 % умерших после вакцин от коронавируса — это люди старше 60 лет, подверженные особо высокому риску смертности.

### Неправильная интерпретация доли привитых среди госпитализированных и умерших
Нередко конспирологи используют данные о высокой процентной доле привитых среди госпитализированных и умерших от SARS-COV-2 в качестве доказательства неэффективности вакцин от нового коронавируса. Тем не менее, в странах, из которых исходит такая статистика, большая часть населения уже привита, поэтому нет ничего неожиданного в том, что, хотя вакцинация сокращает риск госпитализации и смерти, из-за высокого числа привитых именно они будут составлять большинство госпитализированных и умерших от коронавируса. Кроме того, зачастую приоритет при вакцинации получали пожилые люди, которые в случае заболевания коронавирусом с большей вероятностью сталкивались с тяжёлыми последствиями.

### Оксид графена в вакцинах
Среди конспирологов получили распространение утверждения о том, что в исследовании, проведённом Университетом Альмерии, в вакцине Pfizer против коронавируса был обнаружен оксид графена. В списке ингредиентов вакцины этот компонент не указан. Утверждение основывается на исследовании одного сотрудника университета, Пабло Кампра, от результатов которого сам институт отказался. Исследование не прошло рецензирование и основывается на изучении через микроскоп лишь одной пробы, полученной от известного антивакцинатора Рикардо Дельгадо, происхождение которой неизвестно. Сам автор признаёт ограниченность выборки, а также то, что метод исследования не даёт окончательного доказательства наличия оксида графена.

## Дезинформация о ПЦР-тестах
Получила известность идея «кейсдемии» — теории заговора, согласно которой эпидемия коронавируса была искусственно раздута за счёт многочисленных ложноположительных результатов ПЦР-тестов. Важную роль в появлении мифа сыграла статья в «New York Times». Основной темой обсуждения стало пороговое значение циклов — чем больше циклов амплификации требуется для того, чтобы обнаружить вирусную генетическую последовательность, тем меньше её было в образце. Если фрагменты вирусного генома удалось обнаружить только после довольно большого количества циклов (>35, например), то из образцов зачастую (но не всегда) не удаётся извлечь вирус, способный заражать клетки. В статье New York Times сообщалось, что 63 % людей, которые получили положительный результат с порогом циклов 40, получили бы отрицательный результат, если бы порог составлял 30. Эти сведения не были опубликованы в научном журнале, но они тут же стали центральным аргументом сторонников идеи «кейсдемии» — конспирологи стали утверждать, что большинство положительных результатов ПЦР ложноположительны. Но на самом деле есть 5 вариантов того, что означает положительный результат ПЦР-тестирования у человека без симптомов после большого количества циклов:
1. Ложноположительный результат
2. Обнаружение остатков РНК коронавируса, сохранившихся после инфекции
3. Бессимптомную инфекцию
4. Предсимптомную инфекцию
5. Активную инфекцию.

Ложноположительные результаты ПЦР в идеальных условиях редки: специфичность теста, то есть достоверность его положительных результатов, обычно близка к 100 %, ПЦР хорошо отличает SARS-CoV-2 от похожих вирусов. Ложноотрицательные результаты обычно более распространены, чем ложноположительные. В целом, ПЦР-тест позволяет достоверно определить, был ли человек заражён коронавирусом или нет, но не может установить его заразность на данный момент. Опровергает теорию «кейсдемии» и тот факт, что в Австралии и Новой Зеландии некоторое время обнаруживалось крайне мало случаев коронавируса, несмотря на широкий охват населения тестами, которые якобы генерируют множество ложноположительных результатов.
Получил распространение и миф о том, будто ПЦР-тест даёт ложноположительный результат в ответ на человеческую ДНК. Этот вывод был сделан на основании наличия совпадающей последовательности в одном из используемых для ПЦР-теста праймеров и 8 хромосоме в ДНК человека. Однако праймеры работают в парах, и для начала амплификации необходимо, чтобы два праймера связались с разными концами нитей искомой ДНК. Второй праймер, используемый в ПЦР тесте в паре с праймером, о котором шла речь в исходном утверждении, не связывается ни с какими участками на 8 хромосоме человека, и потому ПЦР-тест не может отреагировать на ДНК человека. Наконец, если бы это утверждение было верно, это означало бы, что все ПЦР-тесты выдают положительный результат, чего, как известно, не происходит.
Кроме того, некоторыми людьми было неверно интерпретировано заявление CDC, в котором организация просила лаборатории обновить тесты, заменив их на более быстрые и умеющие проводить анализ как на коронавирус, так и на грипп — конспирологи утверждали, что ПЦР-тест не способен различить коронавирус и грипп, некоторые просто подделывали скриншоты с сайта CDC.

## Дезинформация со стороны криминальных структур
ВОЗ предупредила о появлении нового вида мошенничества, когда преступники представляются представителями ВОЗ и запрашивают у жертв персональные данные по электронной почте или телефону.
Представители компании Check Point, работающей в сфере кибербезопасности, отмечают рост числа фишинговых атак путём рассылки писем на тему коронавируса, содержащих вложения с вредоносным программным обеспечением. Злоумышленники используют поддельные домены, такие как «cdc-gov.org» вместо правильного «cdc.gov», или подделывают домен, чтобы он выглядел реальным. Было зарегистрировано более 4000 доменов, связанных с коронавирусом.
Полиция штата Нью-Джерси (США) сообщила о случаях, когда преступники обходили дома и, утверждая, что они из CDC, пытались продавать товары по завышенным ценам или иным образом обманывать жертв под видом просвещения и защиты населения от коронавируса.
В социальных сетях злоумышленниками распространяются ссылки, предназначенные якобы для перехода на карту распространения коронавируса Университета Джонса Хопкинса, но вместо этого ведущие на поддельный сайт, распространяющий вредоносное программное обеспечение.

## Борьба с конспирологическими теориями о пандемии COVID-19 в научном сообществе
Были проведено несколько соревнований по машинному обучению с целью поиска фейковых новостей, связанных с пандемией COVID-19:
- Первый семинар по борьбе с распространением токсичных текстов на региональных языках в социальных сетях во время чрезвычайных ситуаций[233], проведенный в рамках конференции Американской ассоциации искусственного интеллекта (AAAI-2021). Целью семинара являлось автоматическое распознавание фейковых новостей о COVID-19 в текстах на английском языке. Данные были получены из социальных сетей Twitter, Facebook, и Instagram. Участникам был дан пост из социальной сети, требовалось определись, является ли он настоящей новостью или фейковой. Победители соревнования[234] представили ансамблевый подход на базе модели COVID-Twitter-BERT models[235].
- Шестой семинар по обработке «шумных» текстов, сгенерированных пользователями[236]. Участникам требовалось определить, является ли текст, посвящённый тематике COVID-19, информативным или нет. Победитель соревнования[237] представил модель, основанную на применении нейронных сетей COVID-Twitter-BERT и RoBERTa.